# Айхельберг
Айхельберг (нім. Aichelberg) — громада в Німеччині, знаходиться в землі Баден-Вюртемберг. Підпорядковується адміністративному округу Штутгарт. Входить до складу району Геппінген.
Площа — 4,01 км2. Населення становить 1345 ос. (станом на 31 грудня 2020).